# Līga Liepiņa
Līga Liepiņa (* 1. August 1946 in Naukšēni, Lettische SSR) ist eine sowjetische und lettische Theater- und Filmschauspielerin.

## Leben
Līga Liepiņas Vater war Waldarbeiter, ihre Mutter Kindergärtnerin. Liepiņa schloss 1964 die Oberschule von Mazsalaca ab. Danach besuchte sie bis 1970 die staatliche Schauspielschule und bis 1974 die Theater-Fakultät des Lettischen Musikakademie Jāzeps Vītols in Riga. 1971 bis 1976 war Liepiņa am Staatlichen Jugendtheater der Lettischen SSR engagiert, ab 1977 am Lettischen Nationaltheater, das zu jener Zeit den Namen Staatliches Dramatheater der Lettischen SSR trug.
Ihr Filmdebüt hatte Liepiņa 1967 im Film Elpojiet dziļi! („Atme tiefer!“) - Zweittitel Četri balti krekli („Vier weiße Hemden“) mit der Musik von Imants Kalniņš. Mit Pauls Butkevics sang sie das Duett Viņi dejoja vienu vasaru. Dieser Film war in der Sowjetunion zunächst verboten und wurde erst in den späten 1980er Jahren öffentlich gezeigt. Popularität brachte Liepiņa dann 1969 die Rolle der Emma im Film Pie bagātās kundzes des Regisseurs Leonīds Leimanis. Zahlreiche weitere Rollen folgten.
Daneben stand Līga Liepiņa regelmäßig auf der Bühne. Sie ist Schauspielerin am Lettischen Nationaltheater in Riga.
Līga Liepiņa war mit dem Regisseur, Bühnenautor und Parlamentsabgeordneten Pauls Putniņs (1937–2018) verheiratet. Die gemeinsame Tochter Anna Putniņa (* 1971) ist ebenfalls Schauspielerin.

## Filmografie (Auswahl)
- 1967 — "Elpojiet dziļi" — Bella
- 1969 — "Pie bagātās kundzes" — Emma Kārkls
- 1970 — "Karalienes bruņinieks" — Ērika
- 1970 — "Klāvs - Mārtiņa dēls" — Bille
- 1971 — Nur einer kehrt zurück (Meldru mežs) — Fanija
- 1972 — "Vālodzīte" — Ilga
- 1972 — "Ceplis" — Zuša kundze
- 1973 — Berührung mit der Vergangenheit (Pieskāriens) — Kristīne
- 1974 — "Jūras vārti" — Fina
- 1974 — "Piejūras klimats"
- 1974 — "Dunduriņš" — Maruta
- 1975 — "Liktenim spītējot" — Klinta
- 1977 — "Vīrietis labākajos gados"
- 1979 — "Trīs minūšu lidojums" — Renāte
- 1980 — Die Sache mit den fliegenden Untertassen (Ja nebūtu šī skuķa) — Kārļa māte
- 1980 — "Trīs dienas pārdomām"
- 1981 — "Limuzīns Jāņu nakts krāsā" — Veronika
- 1982 — "Aizmirstās lietas" — čemodāna atradēja sieva
- 1982 — "Mana ģimene" — Aija
- 1983 — "Akmeņainais ceļš"
- 1984 — "Kad bremzes netur"
- 1985 — "Spēle notiks tik un tā"
- 1986 — "Aizaugušā grāvī viegli krist" — Laimīte
- 1997 — "Vienas vasaras zieds"
- 2000 — "Baiga vasara" — Elza
- 2003 — "Tiritomba jeb zelta zivtiņa"